# Arrondissement Les Sables-d'Olonne
Les Sables-d'Olonne is een arrondissement van het Franse departement Vendée in de regio Pays de la Loire. De onderprefectuur is Les Sables-d'Olonne.

## Kantons
Het arrondissement was tot 2014 samengesteld uit de volgende kantons:
- Kanton Beauvoir-sur-Mer
- Kanton Challans
- Kanton L'Île-d'Yeu
- Kanton La Mothe-Achard
- Kanton Moutiers-les-Mauxfaits
- Kanton Noirmoutier-en-l'Île
- Kanton Palluau
- Kanton Les Sables-d'Olonne
- Kanton Saint-Gilles-Croix-de-Vie
- Kanton Saint-Jean-de-Monts
- Kanton Talmont-Saint-Hilaire

Na de herindeling van de kantons door het decreet van 17 februari 2014, met uitwerking op 22 maart 2015, omvat het volgende kantons:
- Kanton Challans  (deel : 6/15)
- Kanton L'Île-d'Yeu
- Kanton Mareuil-sur-Lay-Dissais  (deel : 12/26)
- Kanton Les Sables-d'Olonne
- Kanton Saint-Hilaire-de-Riez
- Kanton Saint-Jean-de-Monts
- Kanton Talmont-Saint-Hilaire